# Josef Mašín
Josef Vladimír Mašín starší (26 de agosto de 1896 Lošany – 30 de junio de 1942 Praha) fue un legionario, oficial de la Primera República en el Ejército checoslovaco y miembro de la organización de resistencia anticomunista Tři Králové. En el año 2005 fue ascendido in memoriam al rango de general mayor.

## Carrera militar

### Legiones Checoslovacas

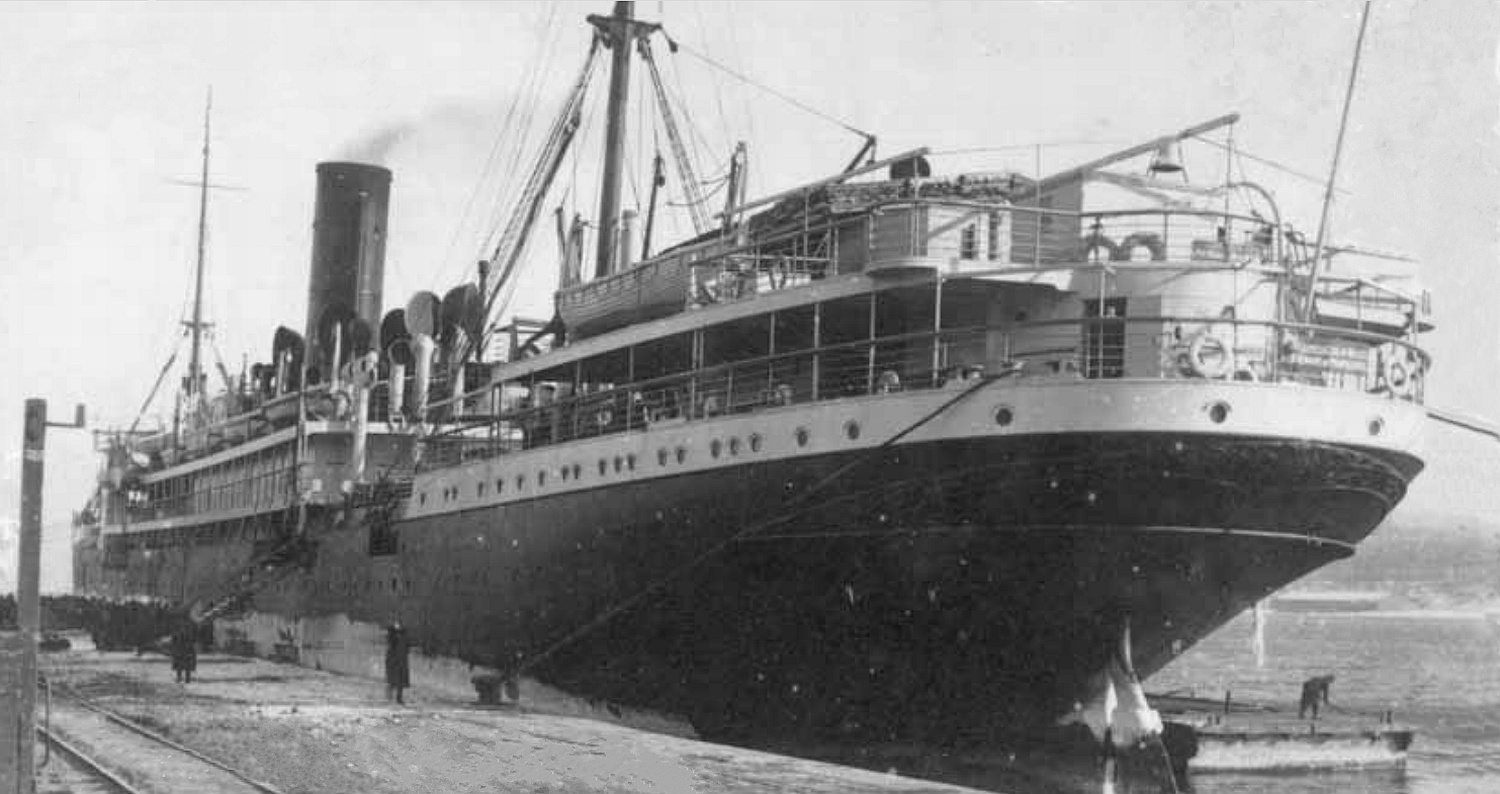
Josef Mašín regresando a Checoslovaquia desde Vladivostok en el 14º transporte marítimo a bordo del vapor transatlántico SS Trás-os-Montes

El 28 de abril de 1915, Mašín fue reclutado y asignado al Regimiento de Infantería Imperial y Real n.º 36, con el que partió al frente ruso. El 9 de mayo de 1915 desertó hacia el cautiverio ruso en Sinkov y el 3 de enero de 1916 se alistó en las Legiones Checoslovacas. Desde 1916 hasta 1921, luchó en las Legiones Checoslovacas en el 1er Regimiento de Tiradores Checoslovacos "Mistr Jan Hus". Al igual que muchos otros legionarios, se convirtió al pravoslaví, adoptando el nombre de Vladimír bajo el cual fue registrado en la documentación de las legiones. Fue herido varias veces y recibió varias condecoraciones, incluyendo la Orden Militar de San Jorge de III y IV grado y la Cruz de San Jorge, conocida como "Caballero de San Jorge", en sus 4 grados. Participó en las batallas de Zborov, Bachmače y en la construcción de la Transiberiana.

### Primera República

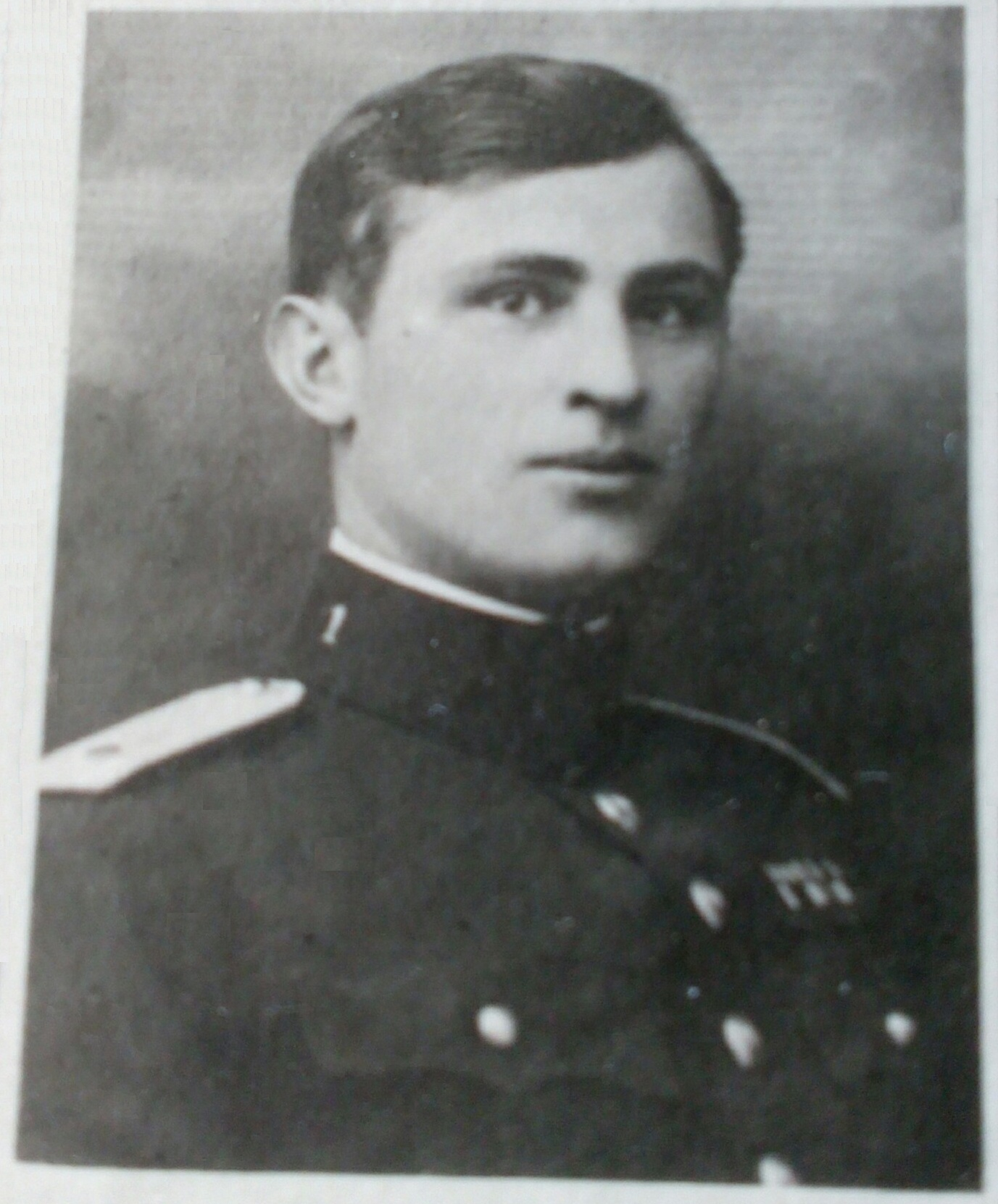
Josef Mašín (como capitán de estado mayor) en la placa de graduados de la Escuela de Guerra en Praga en 1928

Tras su regreso a Checoslovaquia, Mašín fue desmovilizado, pero el 6 de febrero de 1920 se convirtió en capitán de estado mayor de infantería del Ejército Checoslovaco. En 1922, completó un curso de granaderos en Milovice. Desde 1923 hasta 1927 sirvió en una unidad de artillería en České Budějovice y de 1927 a 1928 en Jindřichův Hradec. Desde el 1 de abril hasta el 2 de noviembre de 1928 estuvo de licencia no remunerada debido a la enfermedad de su madre.
A partir de 1928, Mašín sirvió en el 1er Regimiento de Artillería "Jan Žižka de Trocnov" en Ruzyně hasta 1939, como subcomandante del regimiento y temporalmente como comandante del mismo en 1938, además de comandante de artillería del 2º grupo al que el regimiento fue asignado durante el estado de alerta militar.
El 18 de junio de 1929 se casó con Zdena Nováková, con quien tuvo tres hijos: Ctirad (nacido en 1930), Josef (nacido en 1932) y Zdeňka (nacida en 1933).

## Ocupación de Checoslovaquia
El 14 de marzo de 1939, Mašín fue suspendido y acusado de rebelión por negarse a obedecer la orden de no resistir a los ocupantes alemanes (en contra de las órdenes del alto mando planeaba volar un depósito de armas en los cuarteles de Ruzyně para evitar que cayeran en manos de los alemanes, y no dudó en agredir físicamente a sus superiores que intentaron impedirle hacerlo). Tras la ocupación de Checoslovaquia por parte de la Alemania nazi, intentó sabotear la ocupación, inicialmente por su cuenta y luego como parte de la organización de resistencia Obrana národa. Junto con el coronel Josef Balabán y el mayor Václav Morávek, formó el grupo de inteligencia conocido como Tři králové. Utilizando una amplia red de colaboradores, el grupo recopiló información vital que luego transmitió por radio al gobierno checoslovaco en el exilio en Londres. Además, acumularon armas y llevaron a cabo actos de sabotaje. Según algunos testimonios, Mašín estuvo involucrado en la publicación del periódico clandestino V boj.

### Arresto

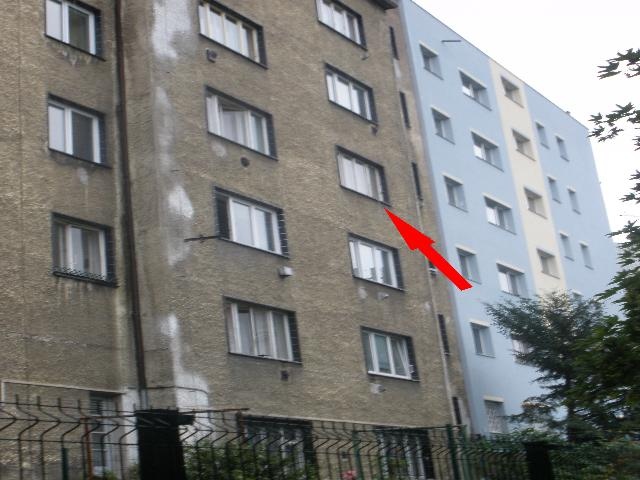
Casa en la calle Čiklova 19 (antes Pod Terebkou), Praga 4 - Nusle, donde fue arrestado el teniente coronel Josef Mašín. La flecha señala la ventana desde donde escaparon el capitán de estado mayor Václav Morávek y el cabo František Peltán.

Mašín fue arrestado por la Gestapo en la tarde del 13 de mayo de 1941 después de un tiroteo en un departamento clandestino ubicado en el segundo piso de la calle Pod Terebkou, En ese momento, el teniente coronel Josef Mašín, el capitán de estado mayor Václav Morávek y el cabo František Peltán estaban transmitiendo un mensaje crucial para el gobierno en el exilio en Londres. Poco después de enviar las primeras frases, sonó el timbre. Detrás de la puerta había un grupo de asalto numeroso de la Gestapo de Praga. Los tres comenzaron rápidamente a destruir todos los mensajes y la radio transmisora, e incluso lograron enviar un mensaje sobre su situación desesperada. Mašín decidió resistir contra los agentes de la Gestapo. Rompió violentamente la puerta y disparó al primer agente de la Gestapo que estaba más cerca de la puerta, un cierto funcionario llamado Mischke, alcanzándolo en el área abdominal. Mientras tanto, Morávek lo cubría disparando desde la puerta. Sin embargo, desafortunadamente para Morávek, se le encasquilló el cartucho en el cañón en ese momento. Esto fue aprovechado por otro agente de la Gestapo, quien disparó a Mašín, haciéndolo caer sobre la alfombra. Varios agentes de la Gestapo se abalanzaron sobre él durante el forcejeo, Mašín cayó por las escaleras y, al caer, atrapó su pierna entre el pasamanos, lo que resultó en una fractura de la tibia. Mašín intentó dispararse, pero se lo impidieron. Sin embargo, todavía sostenía firmemente el arma en la mano y solo después de que los agentes de la Gestapo le dispararon la muñeca, su agarre se aflojó. En estado grave, Mašín fue llevado en ambulancia al hospital militar SS en Podolí. Morávek aún logró cerrar la puerta en las narices de los agentes de la Gestapo. Ellos la destrozaron con un hacha. Morávek y Peltán no tuvieron más opción que descender por una delgada cuerda de acero que utilizaban como conexión a tierra para la radio, desde la ventana. Peltán sufrió graves contusiones en ambas piernas al aterrizar, mientras que Morávek se cortó un dedo al deshacer el nudo en la cuerda, que posteriormente tuvo que amputarse.

### Interrogatorios, encarcelamiento, intentos de rescate o suicidio
Tras su arresto, Mašín fue brutalmente torturado durante los interrogatorios. A pesar de ello, fue uno de los pocos detenidos que luchó contra la Gestapo en el Palacio Petschkov. Durante un interrogatorio, derribó al brutal gestapista Paul Adam Soppa. Después de este incidente, los gestapistas iban con él al menos en parejas y era llevado a los interrogatorios con camisa de fuerza. Durante su estancia en el hospital militar de Podolí, Morávek intentó liberarlo varias veces. Quería enviar una ambulancia para él. Un día antes de que llegara la ambulancia, Mašín intentó atacar con un recipiente de vidrio al gestapista dormido que lo vigilaba en su cama del hospital. Sin embargo, Mašín se había debilitado mucho durante su estancia en el hospital, y no tenía la fuerza suficiente para el golpe. Solo logró despertar al gestapista, quien luego lo pacificó. Por este intento de rebelión, Mašín fue trasladado a Pankrác, donde fallaron los intentos de rescate de él. Morávek hizo varios intentos, pero todos fracasaron. Intentó convencer a Londres para que el lado británico cambiara a dos oficiales alemanes detenidos por Mašín y Balabán. Sin embargo, Londres no se pronunció sobre eso. En la celda, Mašín intentó sin éxito suicidarse por segunda vez lanzándose de cabeza al calentador. Se golpeó la cabeza, pero la herida no fue fatal. Por segunda vez, intentó cortarse la arteria con el vaso de vidrio, sin éxito. Durante un año en Pankráci, después de numerosos interrogatorios crueles, perdió completamente su apariencia humana: perdió todo su cabello y su cuerpo estaba cubierto de heridas supurantes. Los gestapistas incluso mostraron a su esposa, que también fue tratada con brutalidad. También trajeron a un Balabán torturado a su lado.

### Segunda Heydrichiada

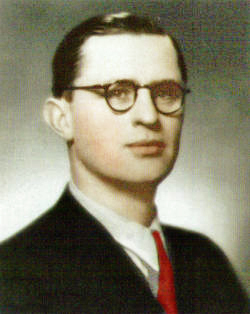
El coronel Josef Mašín durante su servicio en la resistencia antinazi (colorizado)

Cuando el 27 de mayo de 1942 se llevó a cabo el atentado contra Reinhard Heydrich en Praga, la Gestapo exigió que Mašín condenara el atentado. Mašín declaró que lamentaba no haber podido matar a Heydrich personalmente. El 30 de junio de 1942 fue condenado a muerte por un tribunal militar y ejecutado en el Campo de Tiro de Kobylisy en Praga. Los verdugos se negaron a quitarle las esposas a Josef Mašín, y según testigos, se puso orgullosamente en posición de firmes a pesar de sus brazos atados, exclamando: "¡Viva la República Checoslovaca!".

Josef Mašín entre los últimos ejecutados el 30 de junio de 1942 en Praga en el Campo de Tiro de Kobylisy
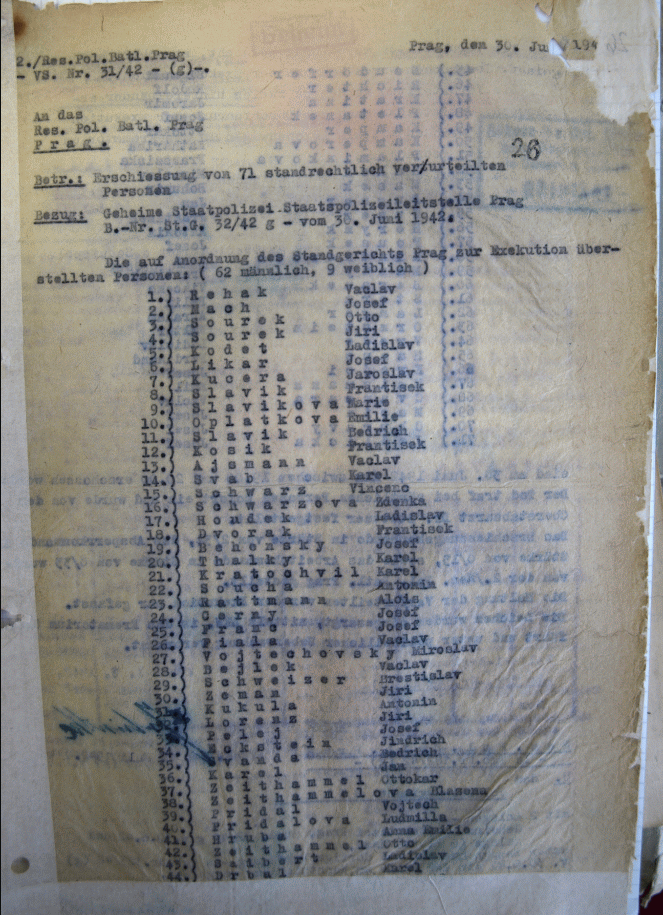
Protocolo de ejecución del 30 de junio de 1942 (página 1, original en alemán)
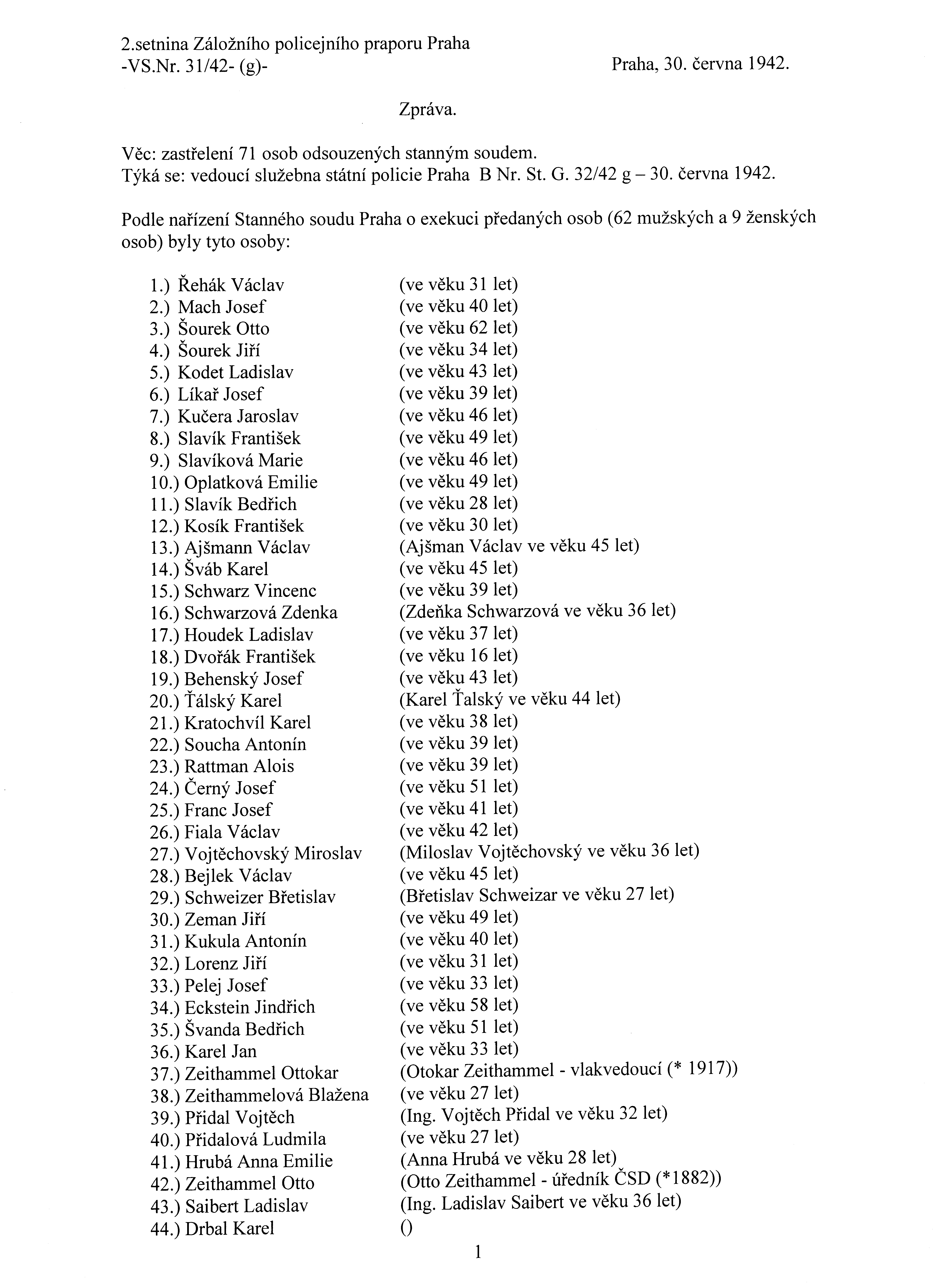
Protocolo de ejecución del 30 de junio de 1942 (página 1, traducción al checo)
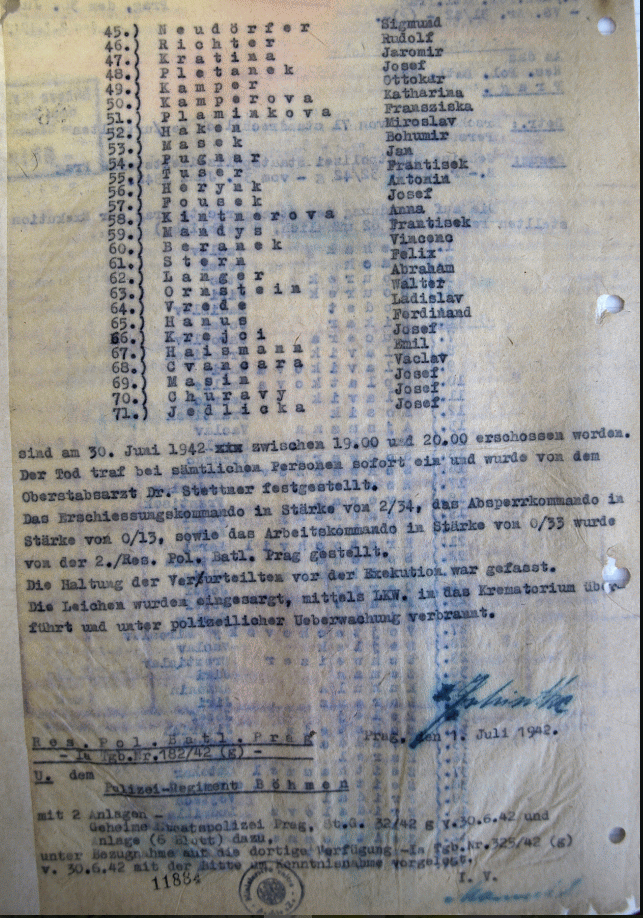
Protocolo de ejecución del 30 de junio de 1942 (página 2, original en alemán)
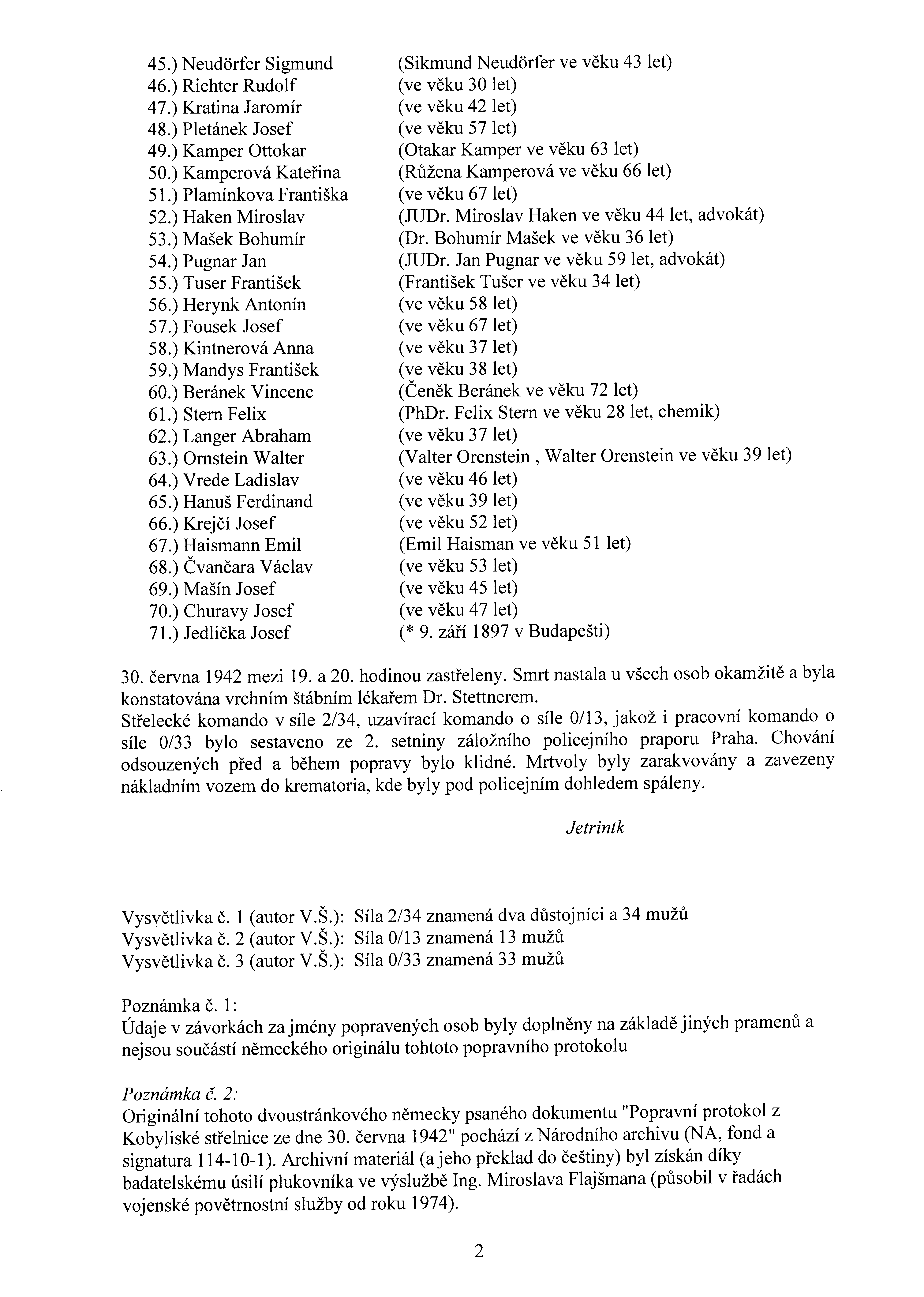
Protocolo de ejecución del 30 de junio de 1942 (página 2, traducción al checo)
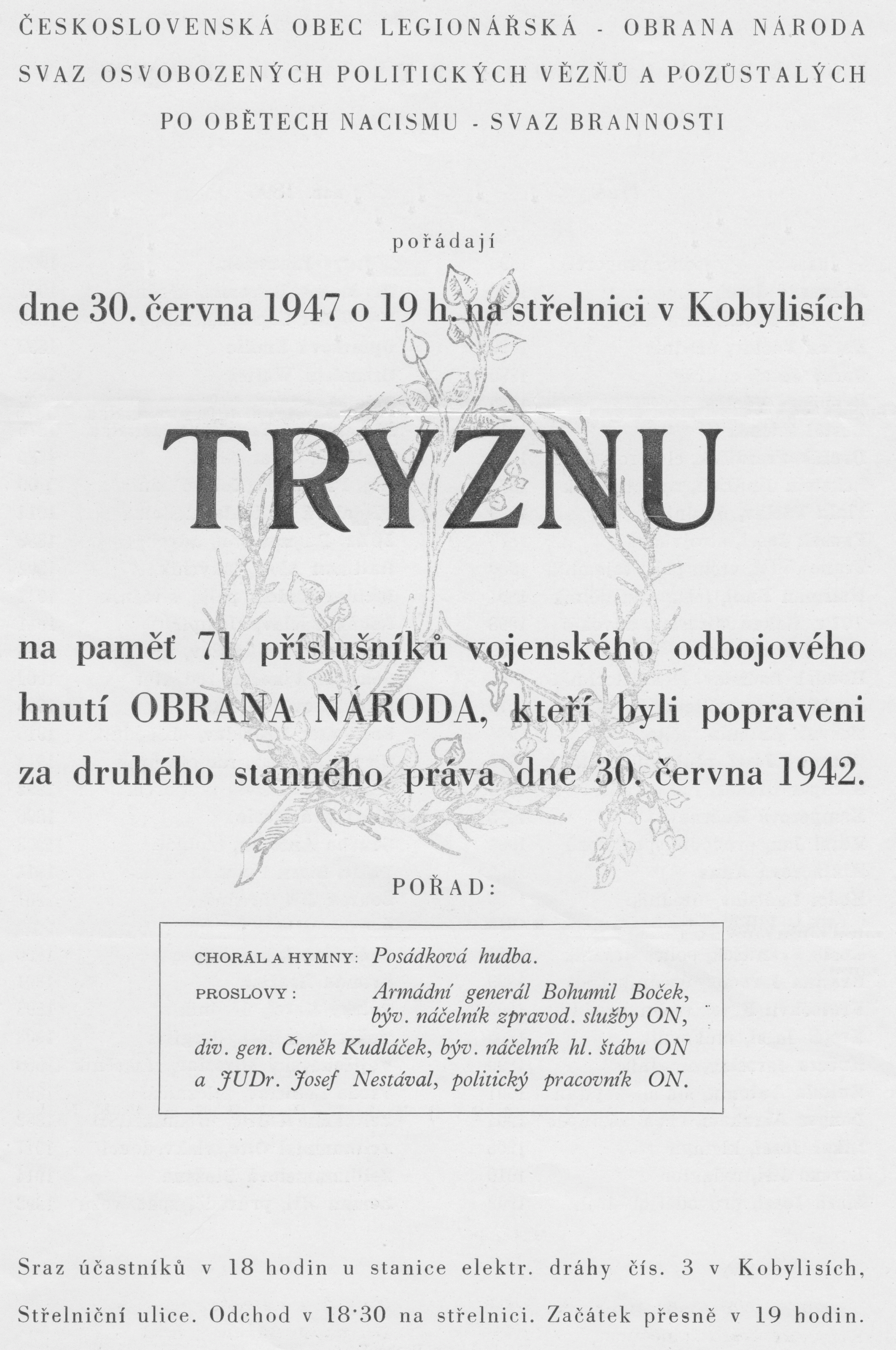
Luto (30 de junio de 1947),  página de título del documento[b]
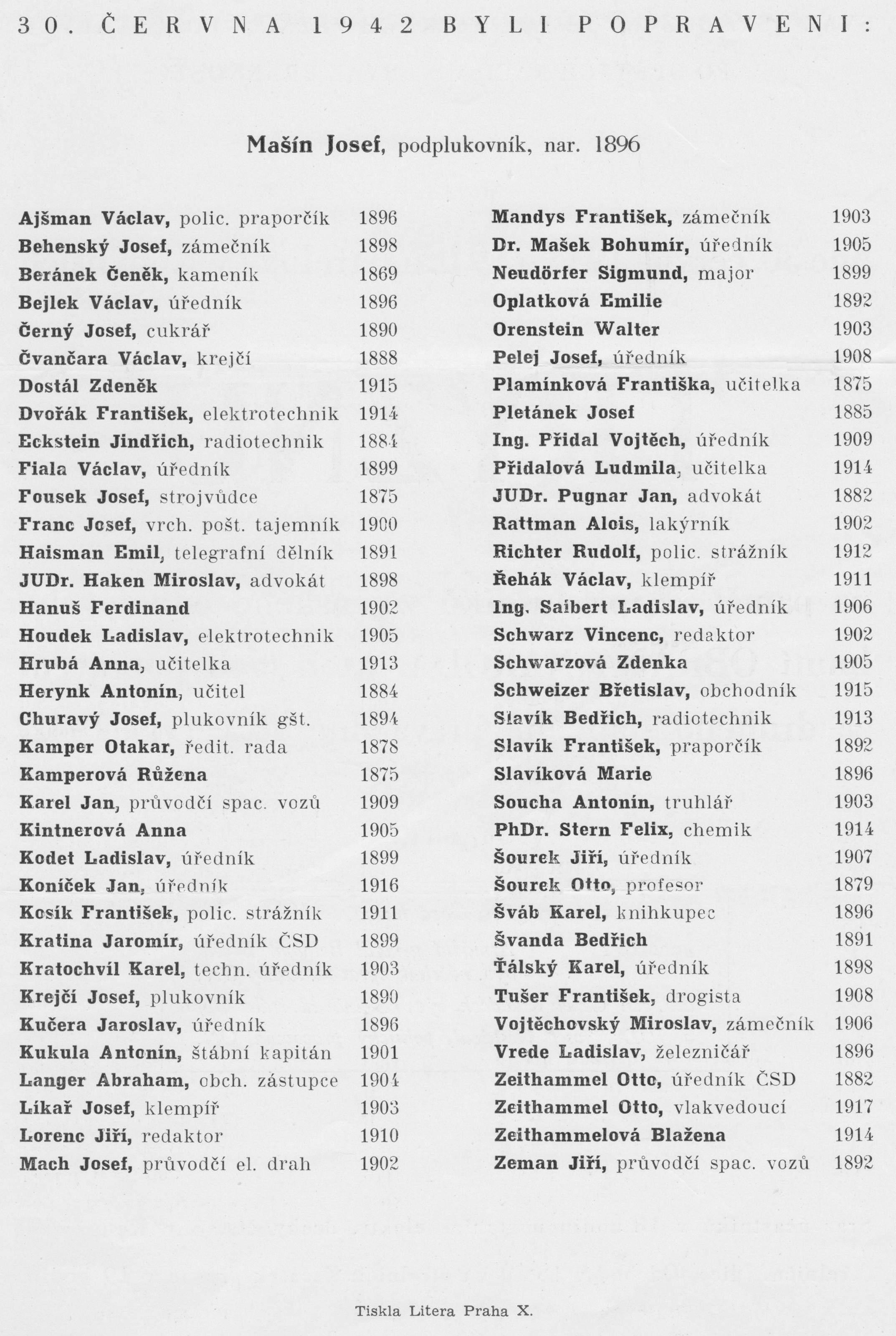
Luto (30 de junio de 1947), Lista de ejecutados[c]

## Después de la liberación
Después de la guerra, Josef Mašín fue ascendido póstumamente al rango de general de brigada y en mayo de 2005, póstumamente al rango de mayor general.
Su esposa, Zdena Mašínová, fue encarcelada por la Gestapo durante varios meses (desde el 6 de enero de 1942 hasta el 5 de agosto de 1942) y después de la guerra fue condecorada con la Cruz de Guerra Checoslovaca de 1939. En 1953, fue condenada a 25 años de prisión durante un juicio por su ayuda en las actividades anticomunistas de sus dos hijos, por aprobar dichos actos y por facilitar la fuga ilegal de los miembros del grupo de resistencia de los hermanos Mašín fuera del país. Falleció en prisión el 12 de junio de 1956.

## Lugares conmemorativos

### Poděbrady, Plaza Jiřího
El 28 de junio de 2003, en Poděbrady, en la Plaza Jiřího (dirección: Jiřího náměstí 1, 290 01 Poděbrady), en el primer patio del castillo, se reveló una placa conmemorativa de mármol dedicada a Josef Mašín y su esposa Zdeně. La placa conmemorativa está colocada junto al Monumento a las Víctimas del Nazismo y fue instalada por iniciativa de Milan Paumer. (Coordenadas GPS: 50°08′30.746″N 15°07′8.363″E / 50.14187389, 15.11898972) Esta placa conmemorativa está registrada en el registro central de tumbas de guerra con la designación CZE-2119-03252. En la placa está inscrito: "General Josef Mašín Nacido el 26 de agosto de 1896 Ejecutado por los nazis en Kobylisích el 30 de junio de 1942. Zdena Mašínová Nacida el 20 de mayo de 1907 Falleció bajo el comunismo en la prisión de Pankrác el 12 de junio de 1956, Honramos su memoria."

### Praga 6, Calle Litovická
Una placa conmemorativa en la casa número 357 de la calle Litovická en Praga 6 (número orientativo 11) recuerda el lugar donde vivió el general Josef Vladimír Mašín, representante de la resistencia militar subterránea contra los nazis. La placa indica la fecha y lugar de su nacimiento (2 de agosto de 1896 en Lošany) y la fecha de su ejecución (20 de junio de 1942). (Coordenadas GPS: 50°05′26.817″N 14°19′21.115″E / 50.09078250, 14.32253194) 

### Roudnice nad Labem
En Roudnice nad Labem, en la Plaza Husovo, el 26 de agosto de 2016 (en el 120º aniversario del nacimiento de Josef Mašín), se reveló solemnemente una placa conmemorativa (con la presencia de su hija Zdena Mašínová y su nieta Sandra Mašínová) en la casa donde Josef Mašín vivió durante sus estudios en la Escuela de Economía Agrícola Real Checa en Roudnice. La creación de la placa conmemorativa fue iniciada por la asociación local "Nezapomínejme!", y la placa fue diseñada por la escultora Paulina Skavová y fundida en el taller de arte HVH en Horní Kalná en Podkrkonoší, con un costo de aproximadamente 60,000 coronas.

### Praga 4, Calle Čiklova
El lunes 15 de mayo de 2017 por la tarde, en la casa ubicada en la calle Čiklova número 19 en Nusle, cerca de Vyšehrad en Praga, se reveló solemnemente una placa conmemorativa que recuerda el evento ocurrido en esta casa el 13 de mayo de 1941. Ese día, desde un pequeño apartamento, tres miembros del grupo de sabotaje y diversión Tři králové (Václav Morávek, Josef Mašín y el radiooperador František Peltán) transmitieron mensajes ilegales a Londres a través de la radio Sparta II. Alrededor de las 19:15, durante una redada sorpresiva de la Gestapo, Josef Mašín cubrió la retirada de Morávek y Peltán. (Mientras tanto, ellos se descolgaron arriesgadamente por una delgada cuerda de tierra desde la ventana del apartamento.) Mašín resultó gravemente herido y capturado durante el tiroteo contra la superioridad numérica de la Gestapo. La placa conmemorativa fue diseñada por el escultor académico Jaroslav Hylas, originario de la ciudad natal de Morávek, Kolín. Durante el Protectorado, la calle se llamaba "Pod Terebkou". En la placa conmemorativa está inscrito: "Cuando cubría la huida de sus compañeros de lucha, capitán de staff Václav Morávek, brigadier general in memoriam, y el radiooperador cabo František Peltán, capitán in memoriam, estaba en esta casa el 13 de mayo de 1941, herido y capturado, el héroe de la resistencia antinacista, coronel // Josef Mašín // mayor general in memoriam. Después de un año en prisión fue ejecutado el 30 de junio de 1942 en el campo de tiro de Kobylisích en Praga.".

Sitios conmemorativos - placas conmemorativas
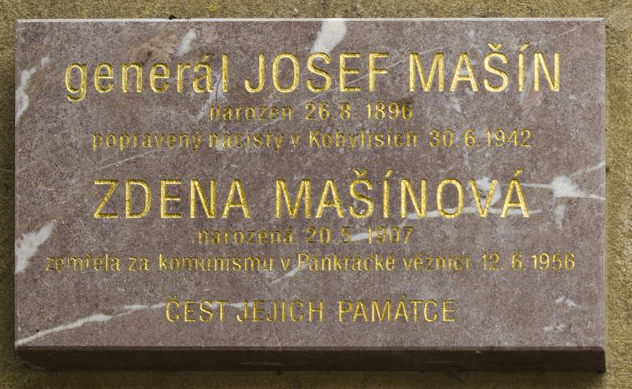
Placa conmemorativa en Poděbrady, Plaza Jiřího
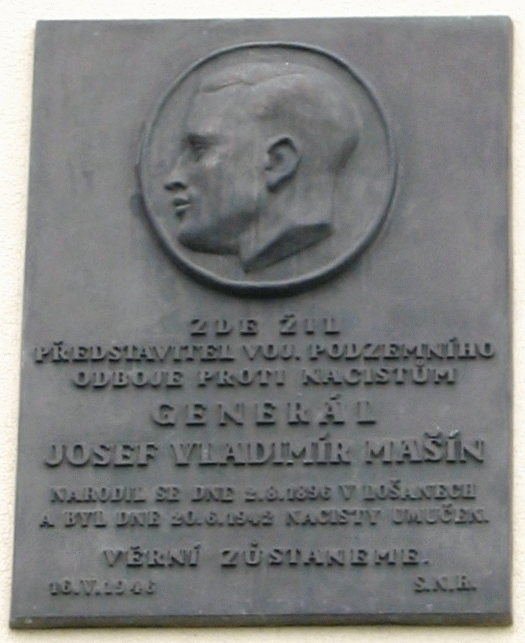
Placa conmemorativa en Praga 6, Calle Litovická
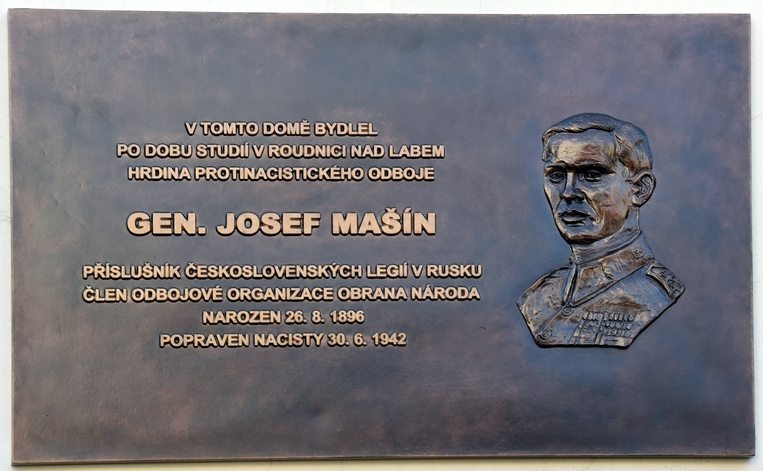
Placa conmemorativa en la Plaza Husovo de Roudnice nad Labem, autor Paulina Skavová
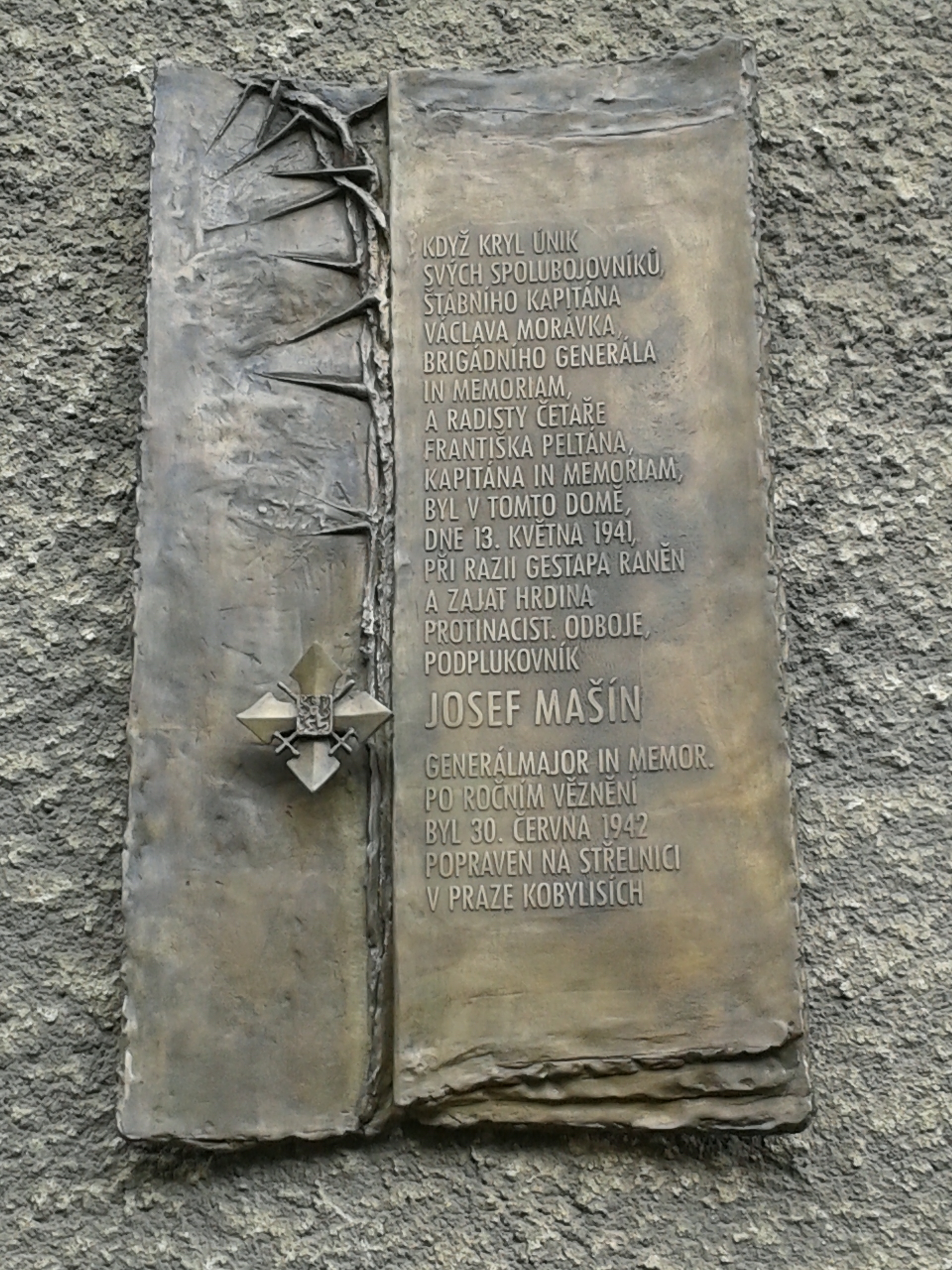
Placa conmemorativa en la casa de la calle Čiklova 19 en Praga 4 - Nusle

### Lošany cerca de Kolín
El monumento al lugar de nacimiento del general mayor Josef Mašín se encuentra en Lošany, en el borde de un parque entre el castillo y la granja con el número 1. La inscripción en la placa metálica dice: "EN ESTA GRANJA / NACIÓ EL 26.8.1896 / GRAL. JOSEF MAŠÍN / HÉROE DE LA RESISTENCIA LOCAL / EJECUTADO EL 30.6.1942". El monumento está ubicado en las coordenadas  49°59′55.940″N 15°07′23.720″E / 49.99887222, 15.12325556 

El monumento de Mašín fue inaugurado en Lošany el domingo 7 de septiembre de 1947, principalmente gracias a su esposa Zdena Mašínová. (Se estima que aproximadamente cinco mil personas asistieron a este evento.) Ese mismo día, se reveló una placa conmemorativa en la escuela local de Lošany con la inscripción: "Escuela del general J. Mašín". La escuela llevó este nombre desde 1947 hasta 1956.  En 1956, la placa fue retirada del edificio y la escuela ya no pudo usar el nombre de Josef Mašín. En 1967, la escuela fue cerrada y el edificio albergó una guardería (entre 1967 y 1992). (Actualmente (2017), el edificio alberga la oficina municipal.) El 11 de septiembre de 2017, se reveló una nueva placa conmemorativa en el edificio de la oficina municipal local en Lošany, creada por el escultor académico Jaroslav Hylas de Kolín, recordando que el 7 de septiembre de 2017 se cumplían 70 años desde que la escuela en este edificio, entonces llamada Escuela General Josef Mašín, fue inaugurada.

Lošany cerca de Kolín (granja número 1, cementerio, oficina municipal)
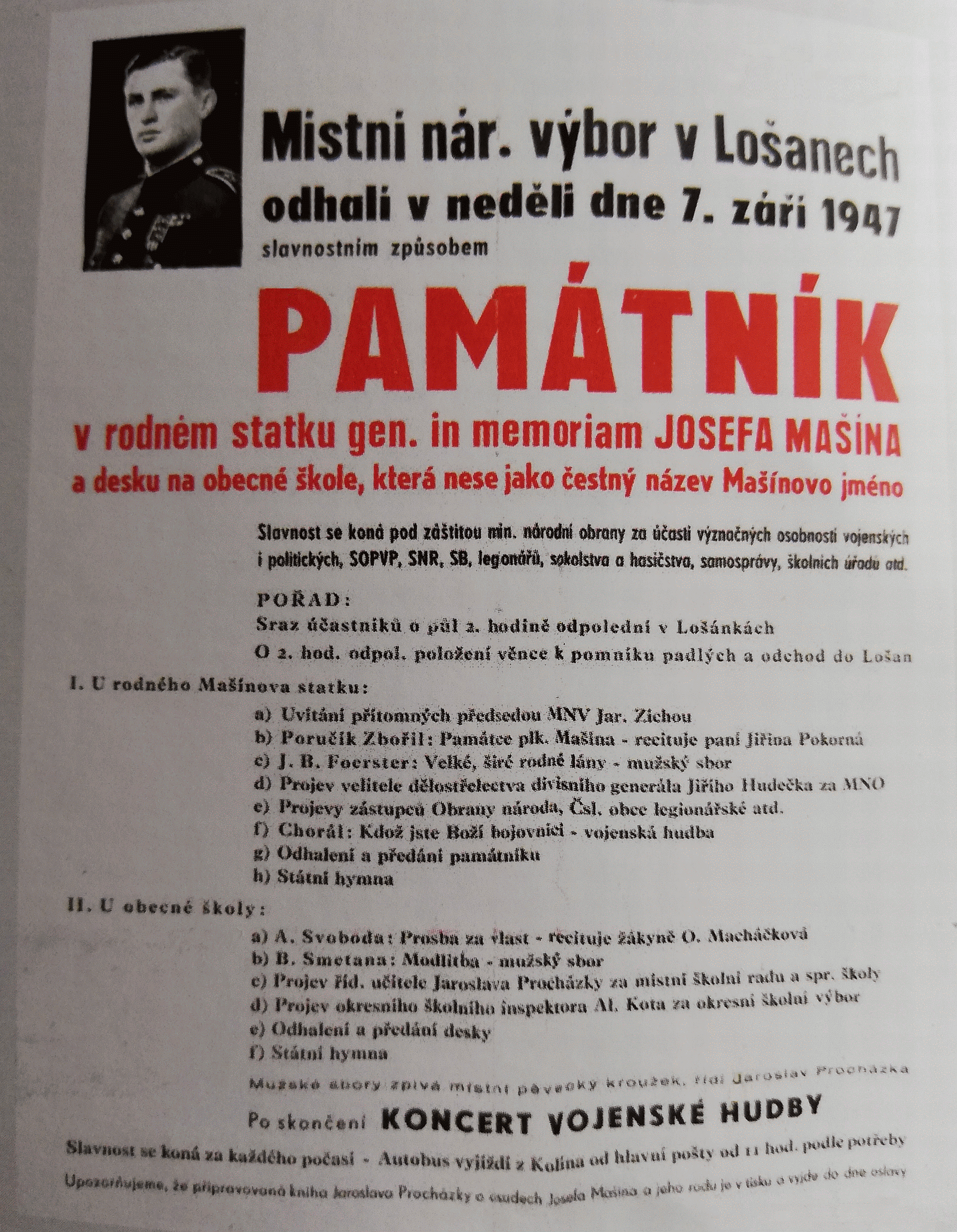
Cartel invitando a la inauguración solemne del monumento el 7 de septiembre de 1947
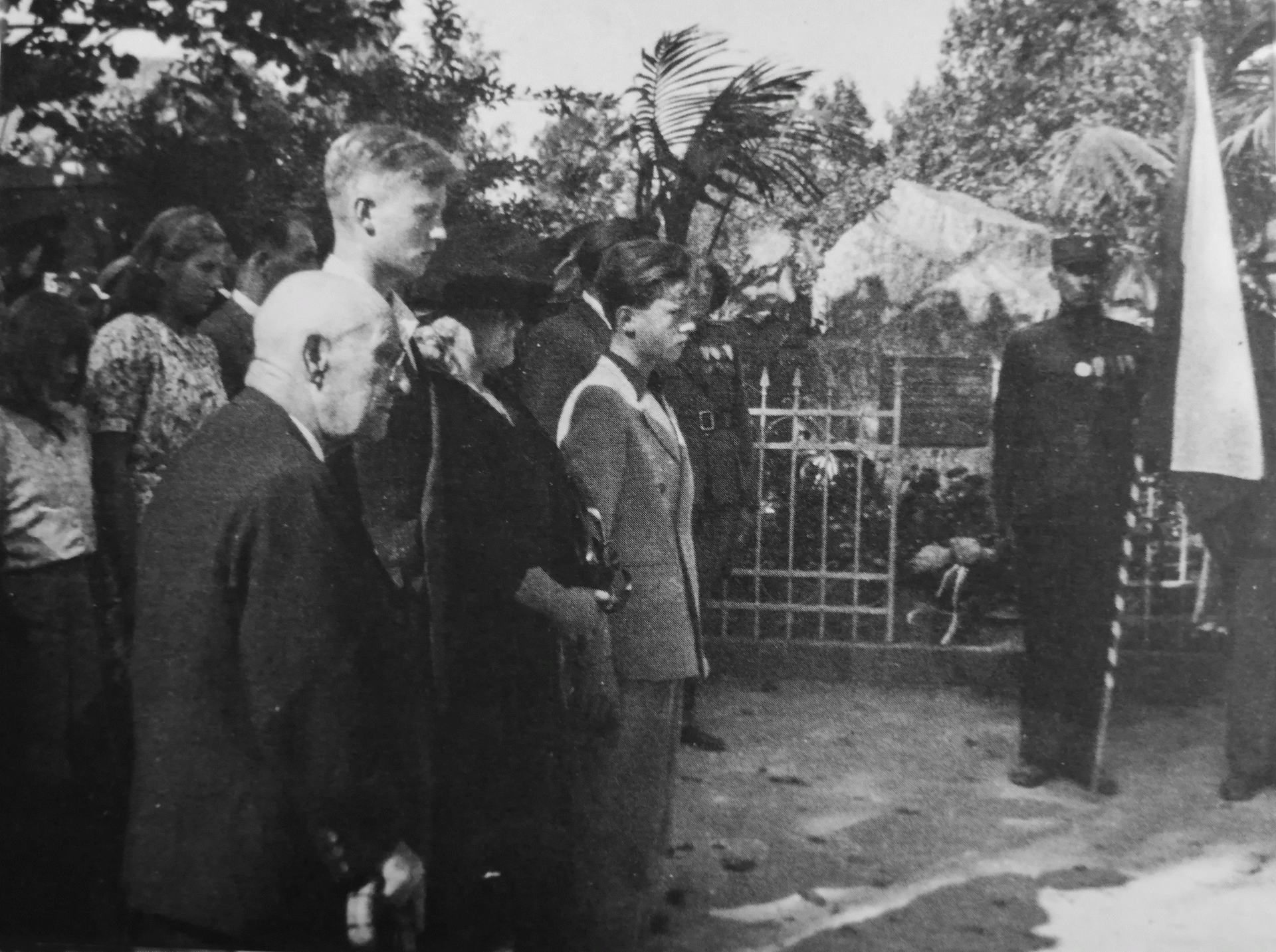
Inauguración solemne del monumento el 7 de septiembre de 1947
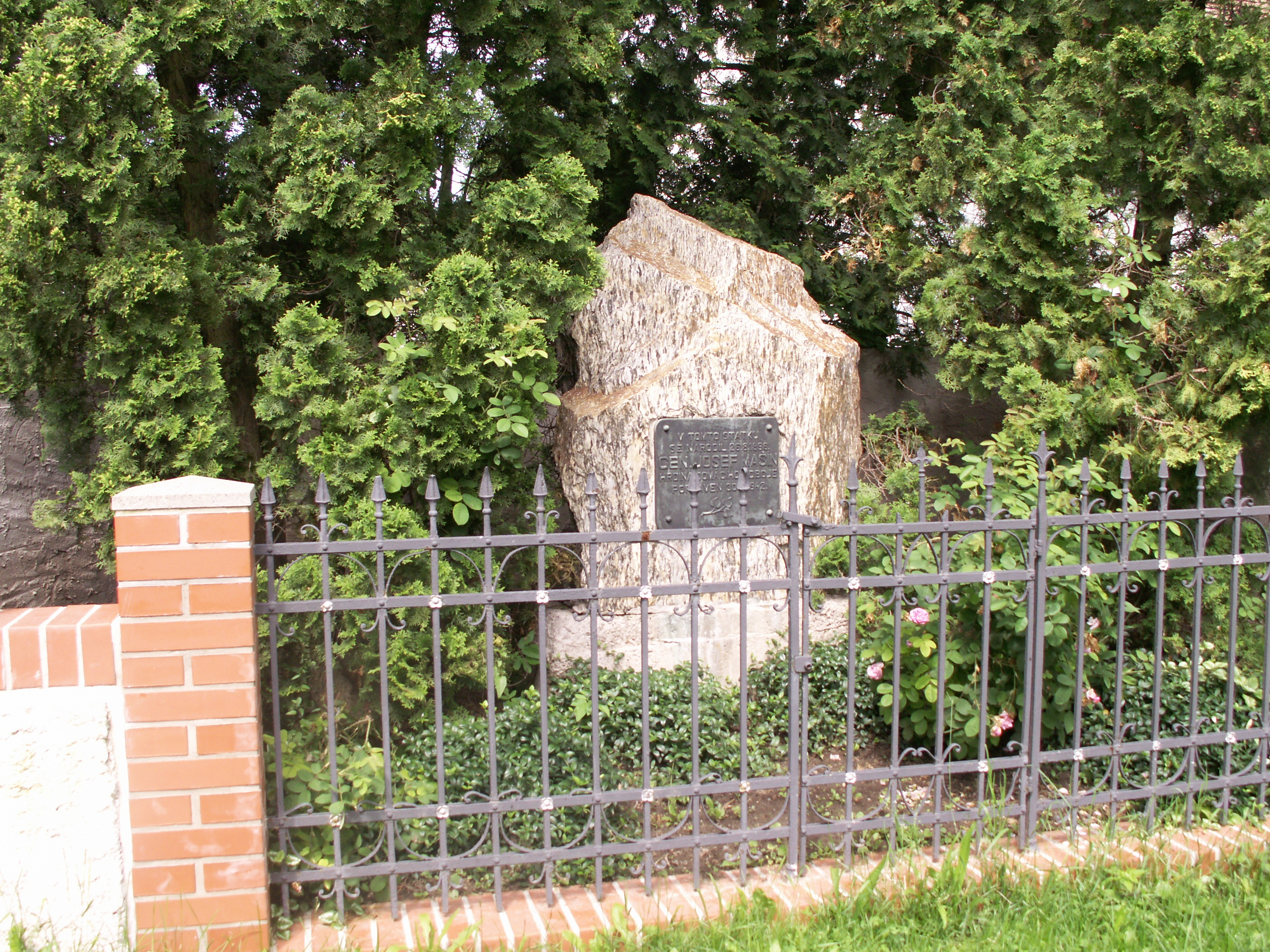
Vista general del monumento
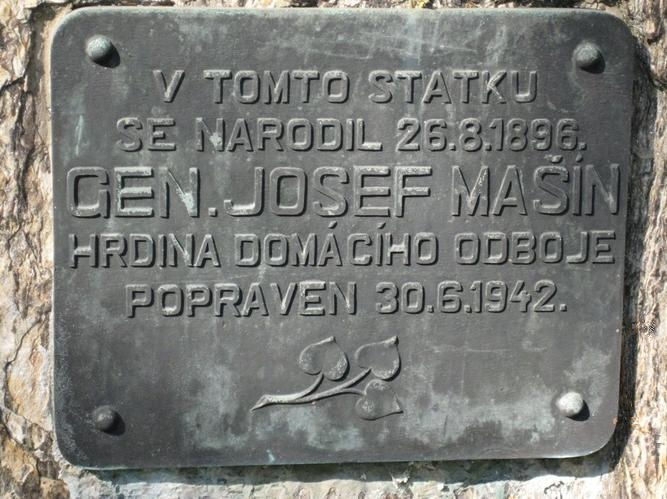
Detalle de la placa metálica en el monumento
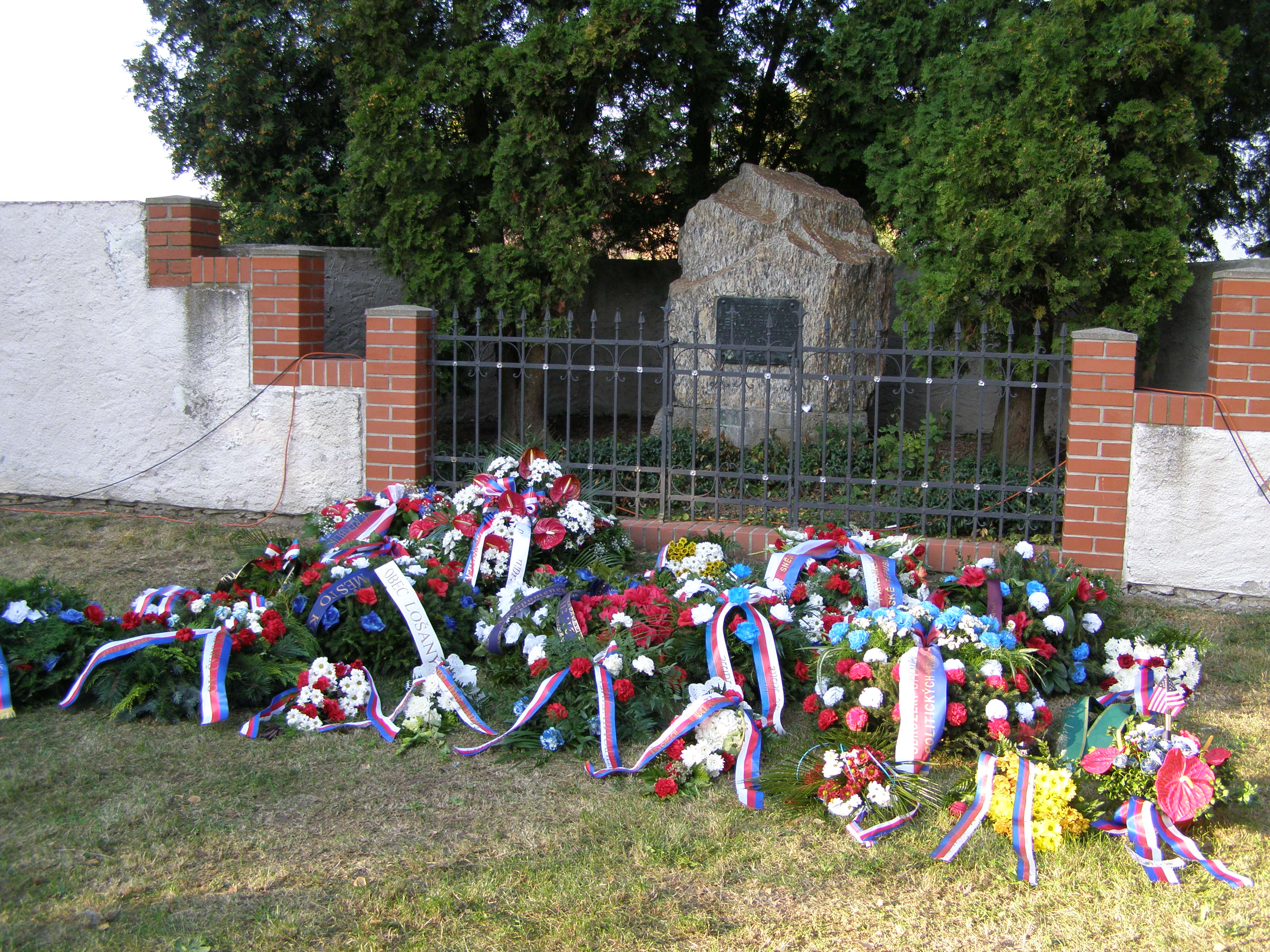
Monumento después del acto conmemorativo por el 120º aniversario de su nacimiento
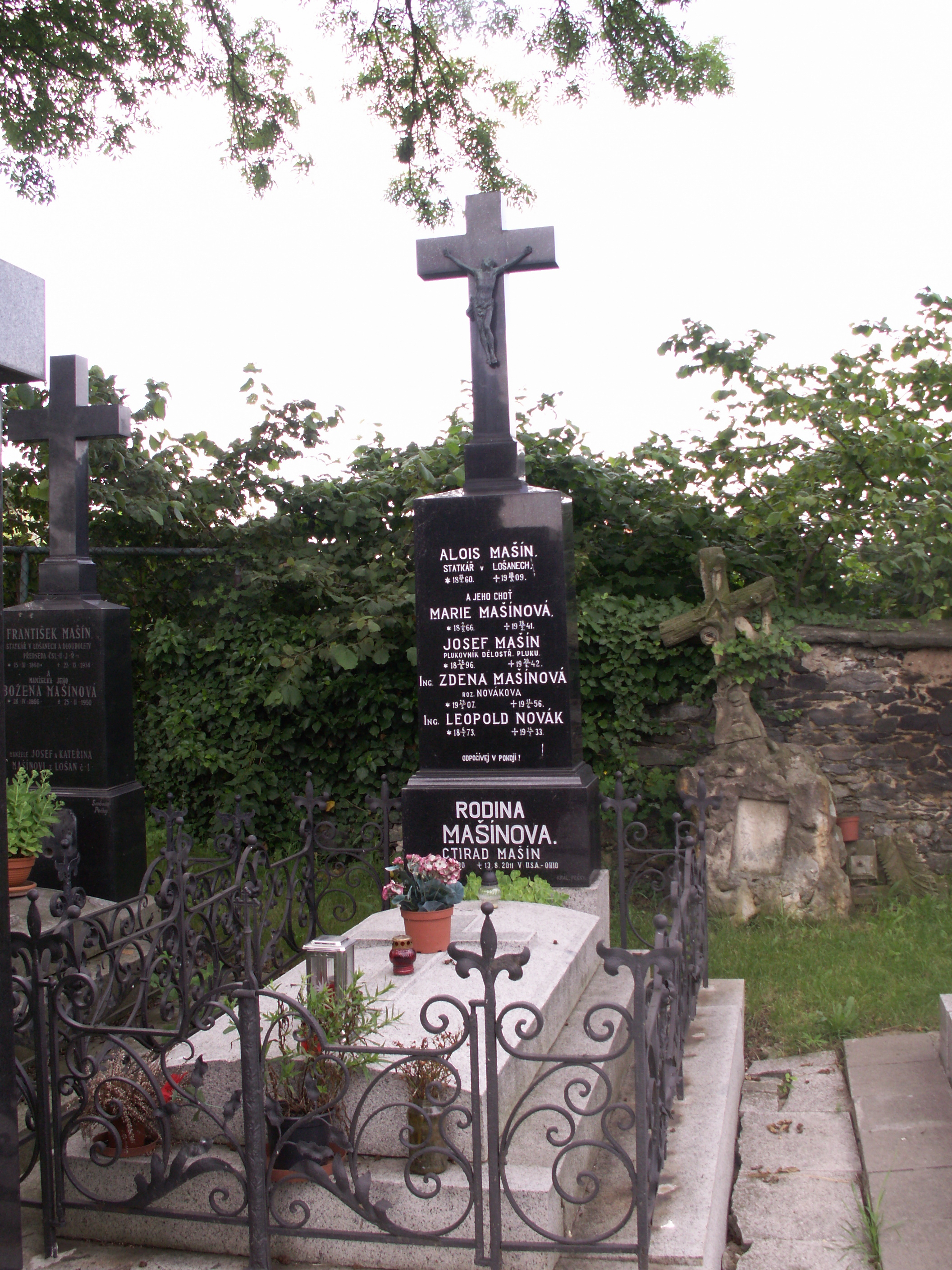
Tumba de la familia Mašín en Lošany
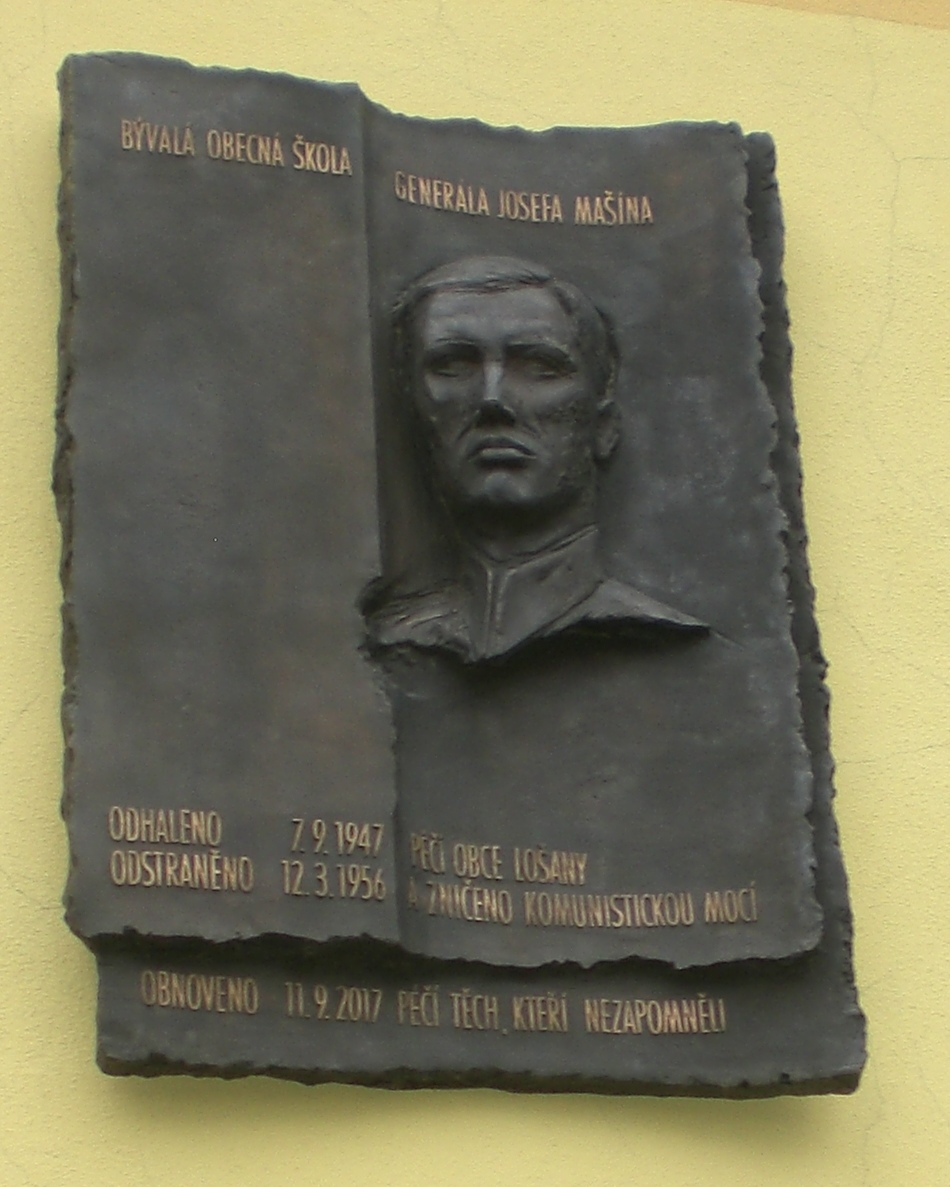
Placa conmemorativa en la oficina municipal de Lošany

## Carta de despedida
Poco antes de su ejecución, Josef Mašín escribió su última carta a sus hijos. Fue encontrada después de la guerra en un moták escondido dentro de las paredes de la celda donde estuvo encarcelado. Aquí está el texto completo:

Queridas hijas mías:
Os envío mi último saludo antes de partir hacia la eternidad. Mi último pensamiento es solo para vosotras y esto me pesa enormemente, pues sois aún pequeñas y necesitaríais mi mayor cuidado. Lamentablemente, debo dejaros. Hoy no comprendéis todo, pero cuando seáis mayores, seguramente me entenderéis. He luchado por nuestra amada patria y nación contra nuestros eternos enemigos: los alemanes, que querían esclavizar y destruir nuestra tierra y pueblo. No quise permitir que algún día también vosotras fueran esclavas, sino que permanecierais como ciudadanas libres. Recordad que defender la libertad de nuestra patria y nación es el deber de todo checo consciente. Algún día también vosotras deberéis actuar así. En esta lucha he sucumbido. Sin embargo, creo firmemente que nuestra causa sagrada prevalecerá. Ahora quedaréis solo con vuestra madre. Debéis escucharla para aliviarle su difícil tarea y preocupación por vosotras. Radku, como eres la mayor, sé que eres un chico sensato. Sé un apoyo y consejero para Pepa y Nenuška. Debes representarme. ¡Confío en ti! Pepíčku, debes ayudar a mamá y a Radku. Cuida de Nenuška y nunca la abandones. Quereros mutuamente y nunca os abandonéis. Ayudaos siempre con amor y comprensión. Estudiad diligentemente para ser personas educadas y útiles. Sed siempre responsables y honestos. Y ahora tú, mi querida Nenušo, mi dulce niña. Sé feliz y no olvides a tu papá, que te quería tanto. Sé que tienes un buen corazón, que quieres a tu mamá y a tus hermanitos, a quienes serás una buena... (ilegible). Chicos, tengo otro deseo. Uno de vosotros se hará cargo de la granja familiar. Sin embargo, no es una condición. Si no tenéis ganas, no es necesario. Con esto termino, mis queridos hijos. Os beso a todos en espíritu, incluida vuestra madre. Sed felices.
Vuestro padre amoroso. ¡Buena suerte a nuestra patria!